# Gotthard VI. von Höveln
Gotthard VI. von Höveln (* 1595 in Lübeck; † 29. November 1655 ebenda) war Ratsherr der Hansestadt Lübeck.

## Leben
Gotthard von Höveln war ein Neffe des 1609 verstorbenen Lübecker Bürgermeisters Gotthard von Höveln. 1633 wurde er als Ratsherr in den Lübecker Rat gewählt und war von 1643 bis 1648 Kämmereiherr der Stadt.
Höveln war mit der Witwe des Lübecker Ratsherrn Bernhard Wedemhof verheiratet. Nach seinem Tod wurde ihm 1658 von seinen Erben ein Epitaph mit Wappen, barockem Porträt und Inschrift in der Lübecker Marienkirche gesetzt, welches nicht erhalten ist.